# 中百舌鳥駅
中百舌鳥駅（なかもずえき）は、大阪府堺市北区中百舌鳥町二丁にある、南海電気鉄道・大阪市高速電気軌道（Osaka Metro）の駅である。

## 概要
以下の路線が乗り入れている。
- 南海電気鉄道 - 駅番号はNK59
  - 高野線
  - 泉北線
- 大阪市高速電気軌道（Osaka Metro） - 駅番号はM30
  - 御堂筋線

南海の停車列車は準急行と各駅停車のみ。南海と泉北高速鉄道との境界駅であった時期から、両線を直通する区間急行と特急「泉北ライナー」は高野線の優等列車と同様に通過する。この直通の区間急行は、1987年の御堂筋線我孫子駅 - 中百舌鳥駅間開業とほぼ同じ時期に南海がダイヤ改正を実施して初めて設定された。ただし、御堂筋線内の事故など何らかのトラブルで地下鉄のなかもず駅が機能していない場合などは、振替輸送対応として、南海が急行を臨時停車させる措置を取ることもある。
工場と田園風景が広がる土地であったが、大阪府道28号大阪高石線開通以降区画整理が進み、商業施設も徐々に増加している。地下鉄が延伸開通した1980年代には駅周辺に再開発計画があり、そごうと西武百貨店（どちらも現在のそごう・西武）が出店競争を繰り広げた。しかしその後、バブル崩壊で再開発計画は頓挫。結果として百貨店は建設されず、予定地は売却されてマンションや商業ビルなどが建設された。詳細は堺市の「中百舌鳥副都心計画」を参照。
各社で駅名表記がそれぞれ異なり、同一社内でも列車方向幕、駅名標、乗車券券面などの場所によって、「中百舌鳥」「なかもず」「中もず」が使い分けられている。南海電気鉄道では基本的に正式名称である漢字表記（中百舌鳥駅）となっているが、Osaka Metroの案内表示は一般に平仮名表記（なかもず駅）となっている。だが、正式にはOsaka Metroも漢字表記であって、切符などには「中百舌鳥」と表記される。但し、地下鉄回数カード等の印字は、乗車時（上限3文字）は「中もず」、降車時（上限2文字）は「中百」である。また、泉北線内の駅標示や元泉北高速鉄道の車両の方向幕などには「中もず」と混ぜ書き表記されていることもあった。この他、駅前に発着する南海バスの停留所名は混ぜ書き表記の「中もず駅前」となっている。

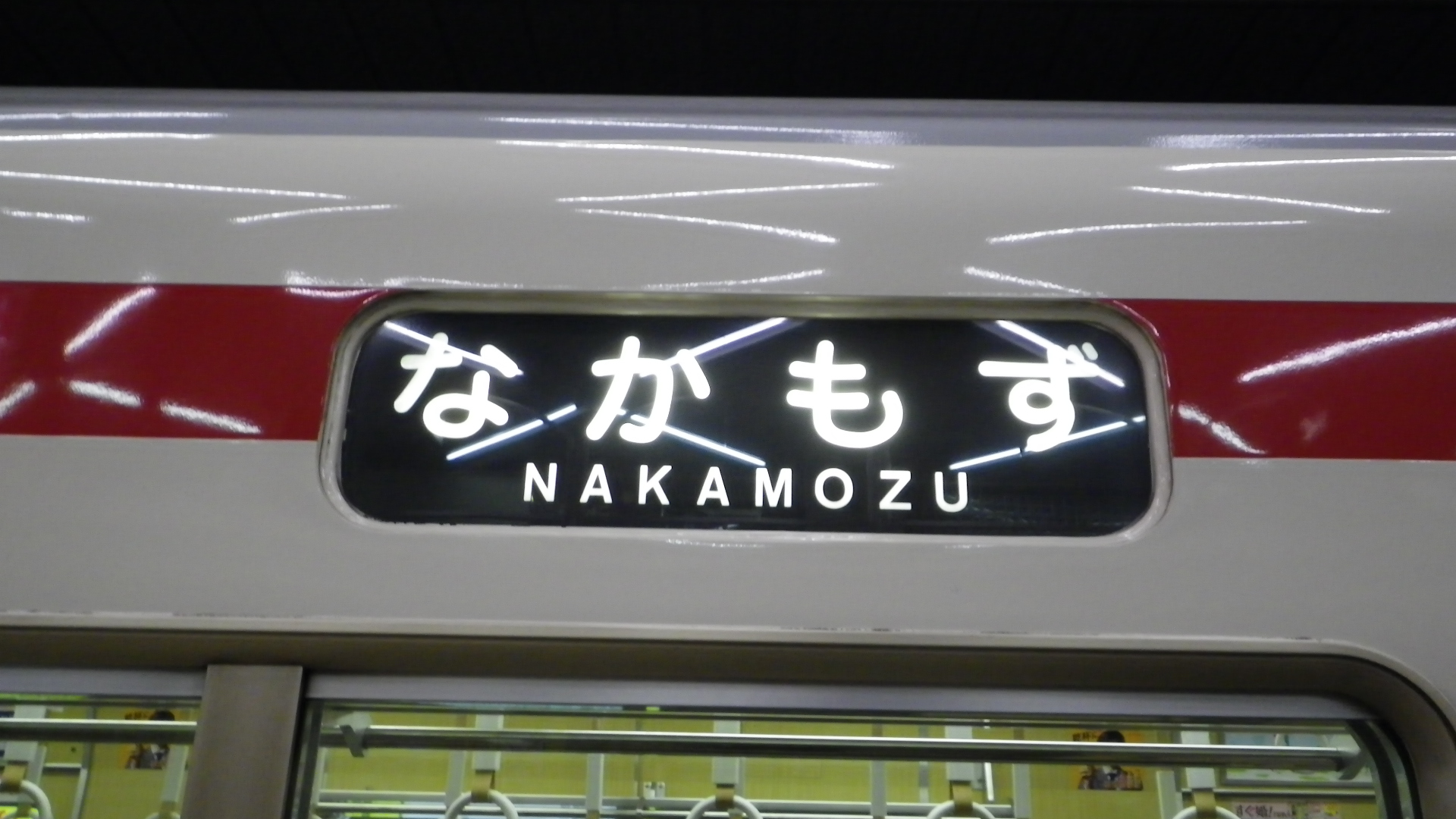
北大阪急行電鉄8000形電車の方向幕。ひらがなで「なかもず」と表記されている。
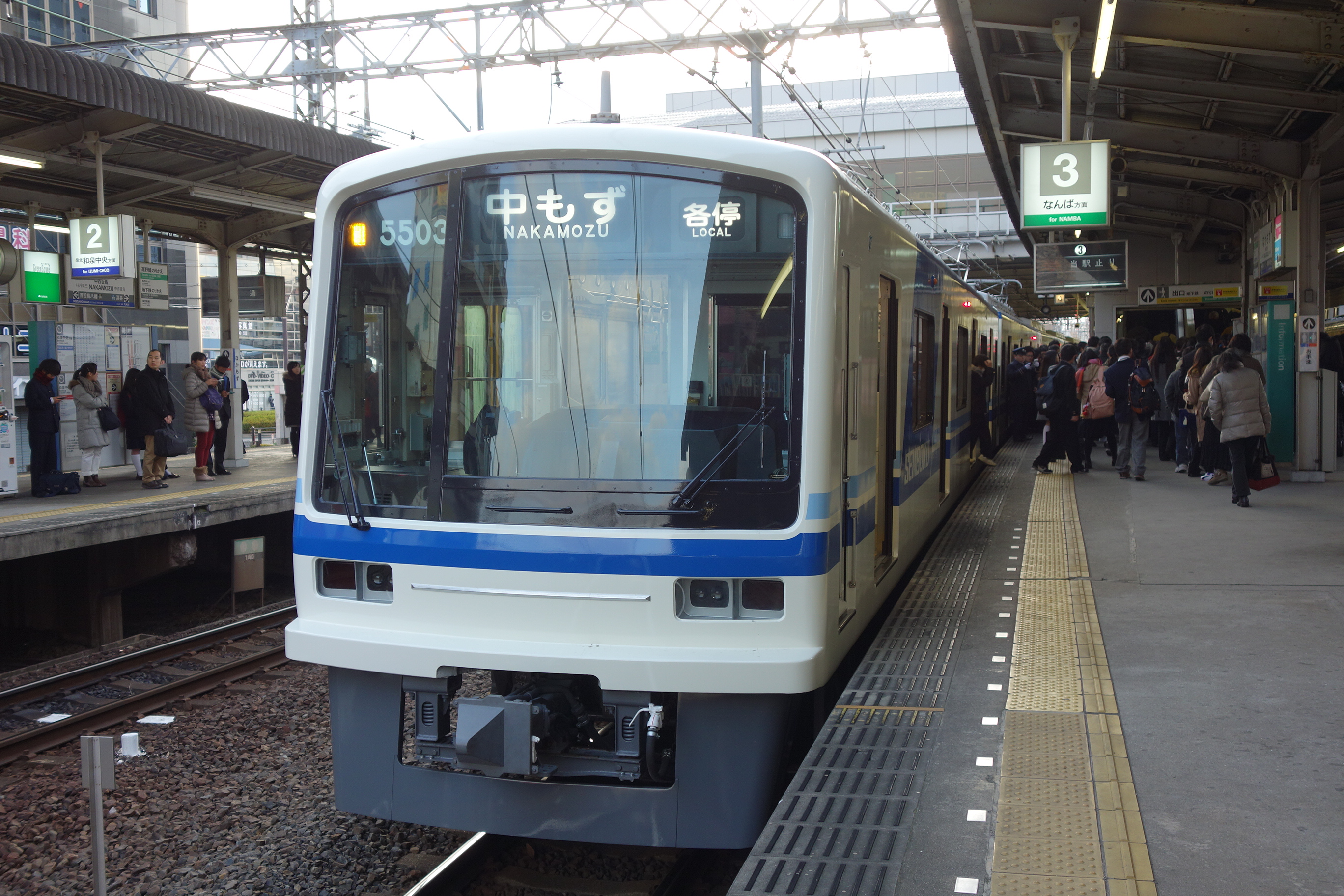
南海電気鉄道5000系電車[3]。方向幕には「中もず」と表記されている。

## 歴史
- 1912年（大正元年）10月10日：高野登山鉄道（現在の南海高野線）の百舌鳥八幡駅 - 西村駅（現在の初芝駅）間に、同線の中百舌鳥駅新設。
- 1915年（大正4年）4月30日：社名変更により大阪高野鉄道の駅となる。
- 1922年（大正11年）9月6日：会社合併により南海鉄道高野線の駅となる。
- 1928年（昭和3年）6月22日：複線化により相対式2面2線になる。
- 1944年（昭和19年）6月1日：会社合併により近畿日本鉄道の駅となる。
- 1947年（昭和22年）6月1日：路線譲渡により南海電気鉄道の駅となる。
- 1970年（昭和45年）11月23日：百舌鳥八幡寄りに170 m移転。橋上駅舎化。2面4線になる。
- 1971年（昭和46年）4月1日：泉北高速鉄道線開業。南海の駅が共同使用駅となる。
- 1987年（昭和62年）4月18日：大阪市営地下鉄御堂筋線が我孫子駅から路線延伸、その終着駅として同線の中百舌鳥駅開業[4]。
- 1995年（平成7年）4月1日：南海側の駅におけるバリアフリー兼増改築工事完成[5]。
- 2012年（平成24年）4月1日：南海, 泉北駅ナンバリングが導入され、使用を開始[6][7]。
- 2018年（平成30年）4月1日：大阪市交通局の民営化により、御堂筋線の駅は大阪市高速電気軌道 (Osaka Metro) の駅となる。
- 2020年（令和2年）11月1日：御堂筋線の駅で可動式ホーム柵の運用を開始[8]。
- 2022年（令和4年）4月13日：泉北高速鉄道線2番のりばで向谷実作曲の発車メロディーの使用開始。
- 2024年（令和6年）3月12日：南海電鉄4番のりばで可動式ホーム柵の運用を開始。
- 2025年（令和7年）
  - 3月12日：南海電鉄3番のりばで可動式ホーム柵の運用を開始。
  - 4月1日：泉北高速鉄道が南海電気鉄道への吸収合併に伴い、泉北高速鉄道線は南海電気鉄道泉北線となる。同時にSB01の駅番号を廃止[9]。

## 駅構造

### 南海電気鉄道
2025年3月31日までは南海と泉北高速鉄道の共同使用駅（南海の管轄駅）であったが、翌4月1日より南海の単独駅となった。
島式ホーム2面4線と橋上駅舎を有する地上駅。ホーム有効長は10両。ホーム上に待合室が設置されている。
外側の1・4番線を高野線列車が、内側の2・3番線を泉北線列車が使用している。1番線は高野山方面、2番線は和泉中央方面、3・4番線は難波方面である。2・3番線にも高野線列車が入れる構造になっているが、臨時列車や回送列車以外では使われていない。待避可能な構造だが、高野線列車の通過待ちなどは1駅南の白鷺駅で行われている。難波方にはY字型の引き上げ線1本が設置されており、主に泉北線内折返し列車が使用する。
改札口は連絡通路を挟んで東西2か所ある。西側は1970年の橋上駅舎化時からあるもので、1995年に駅舎が増築された際に東側の改札口ができた。
旧タイプの反転フラップ式案内表示機発車標が長く残っていたが、2019年3月に発車案内装置のLED・LCD化が実施された。

### のりば
| 番線 | 路線   | 方向 | 行先         | 備考                           |
| ---- | ------ | ---- | ------------ | ------------------------------ |
| 1    | 高野線 | 下り | 高野山方面   |                                |
| 2    | 泉北線 | 下り | 和泉中央方面 |                                |
| 3    | 高野線 | 上り | なんば方面   | 和泉中央方面から               |
| 4    | 高野線 | 上り | なんば方面   | 河内長野・橋本・極楽橋方面から |

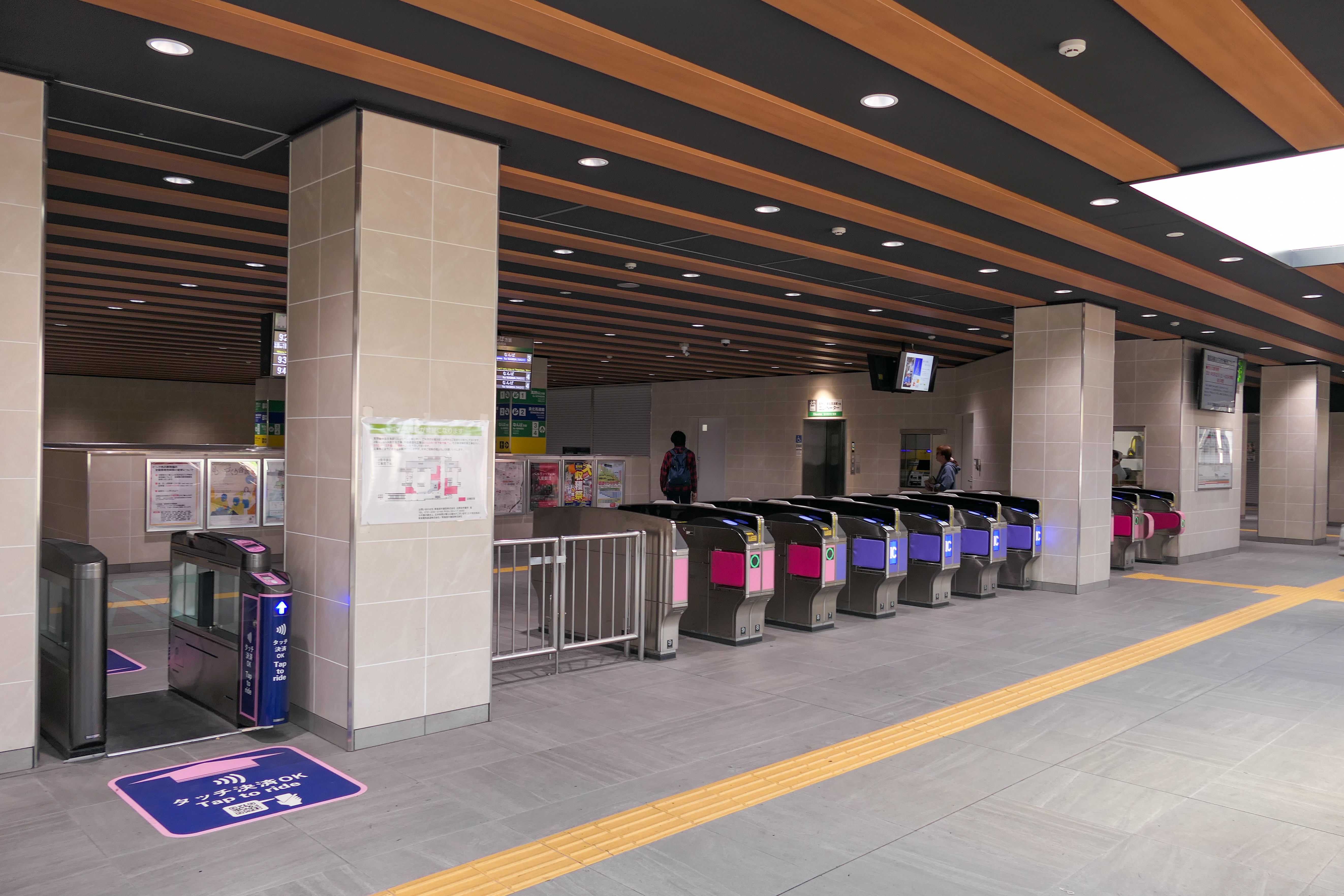
東改札
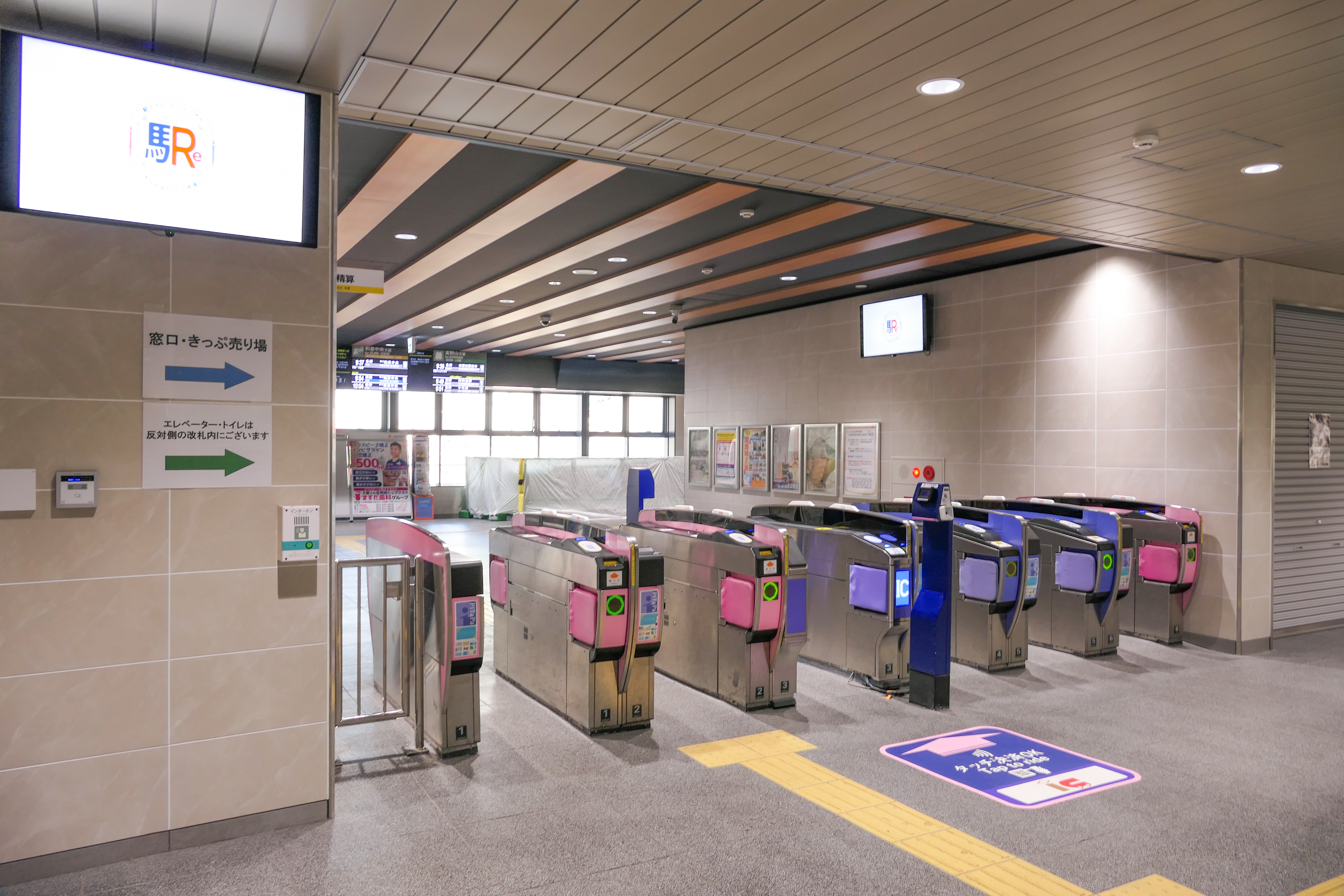
北改札
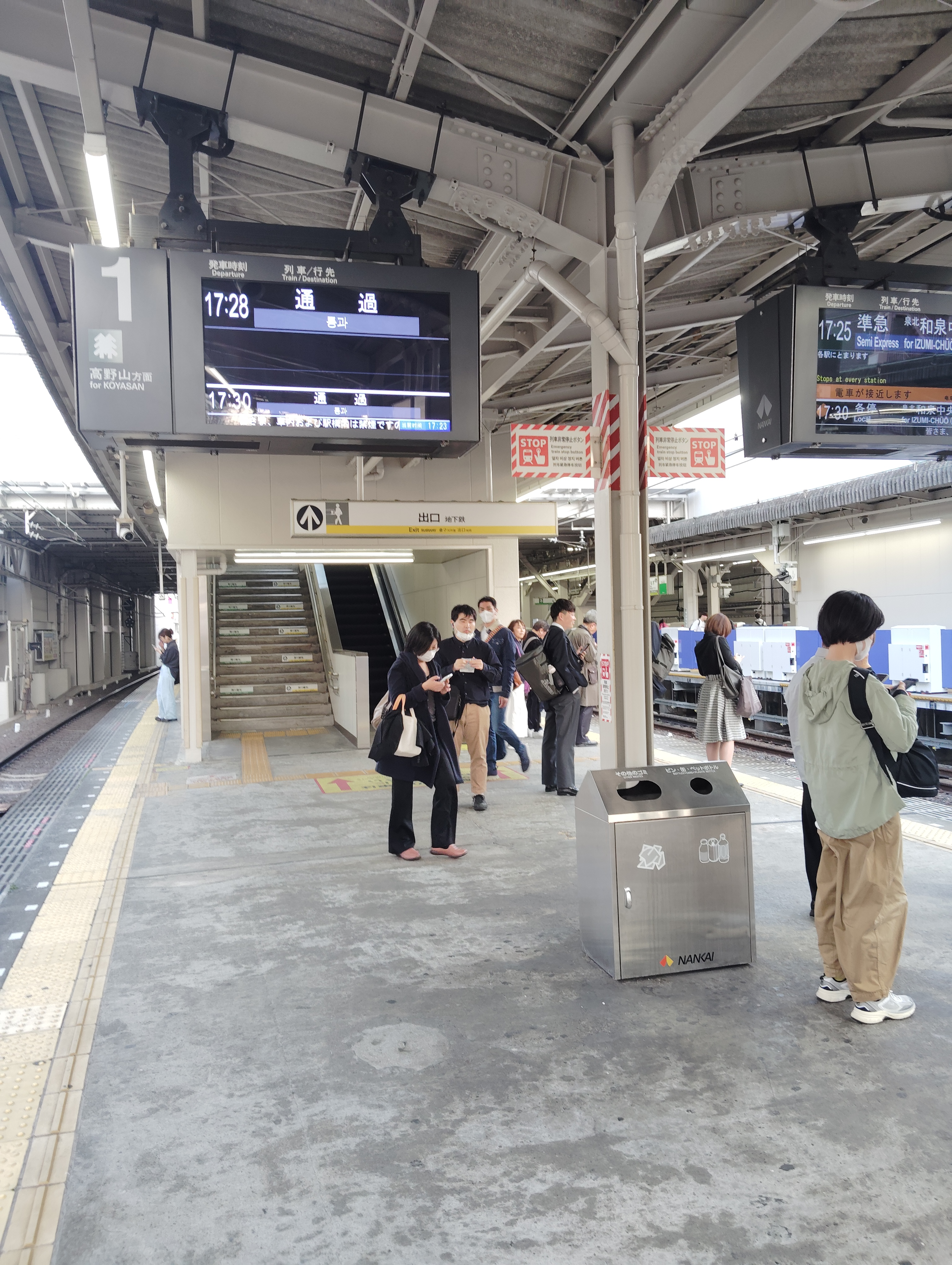
南海　プラットホーム（1・2番のりば）
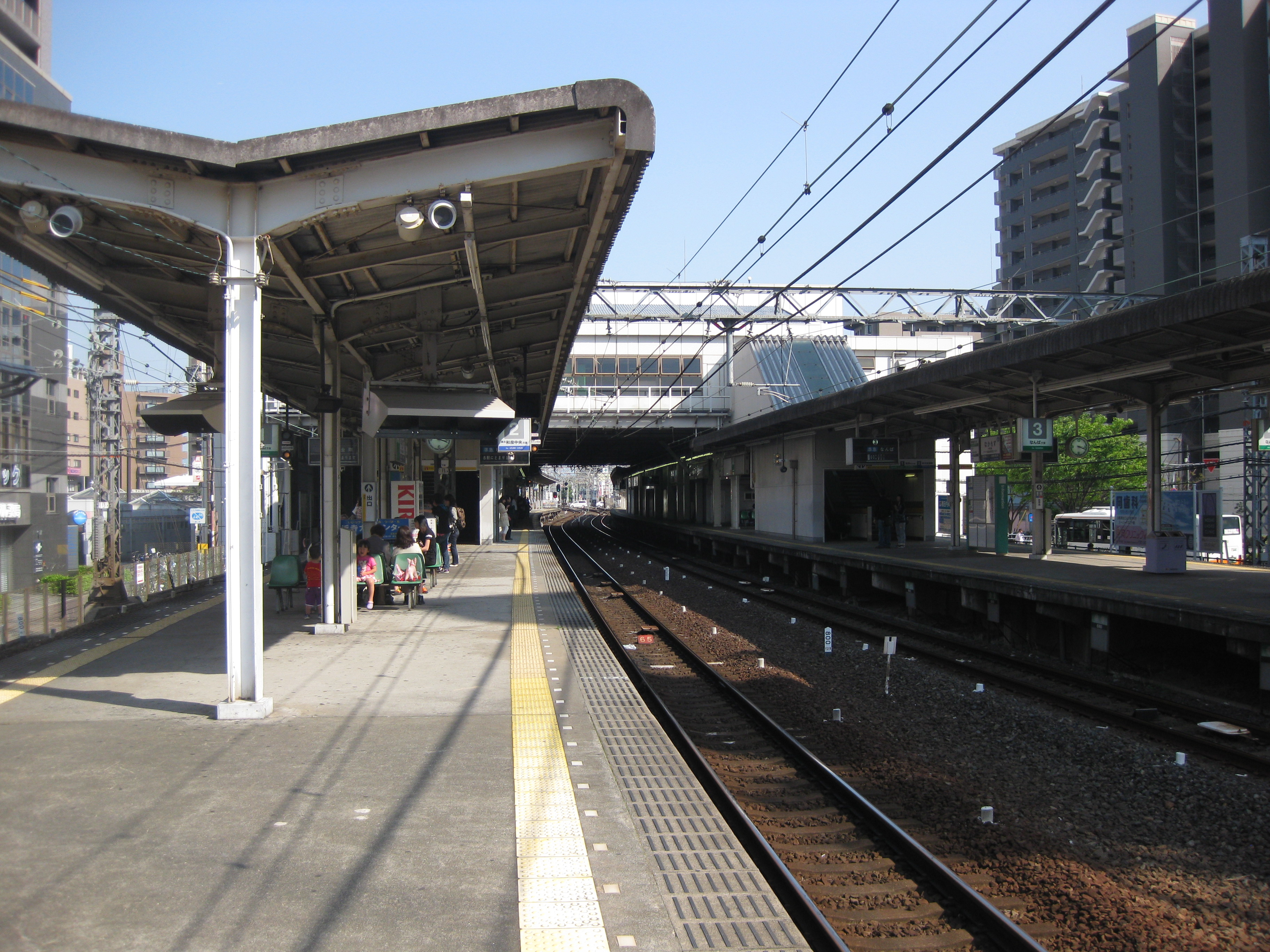
南海 プラットホーム（3・4番線ホーム柵設置前）
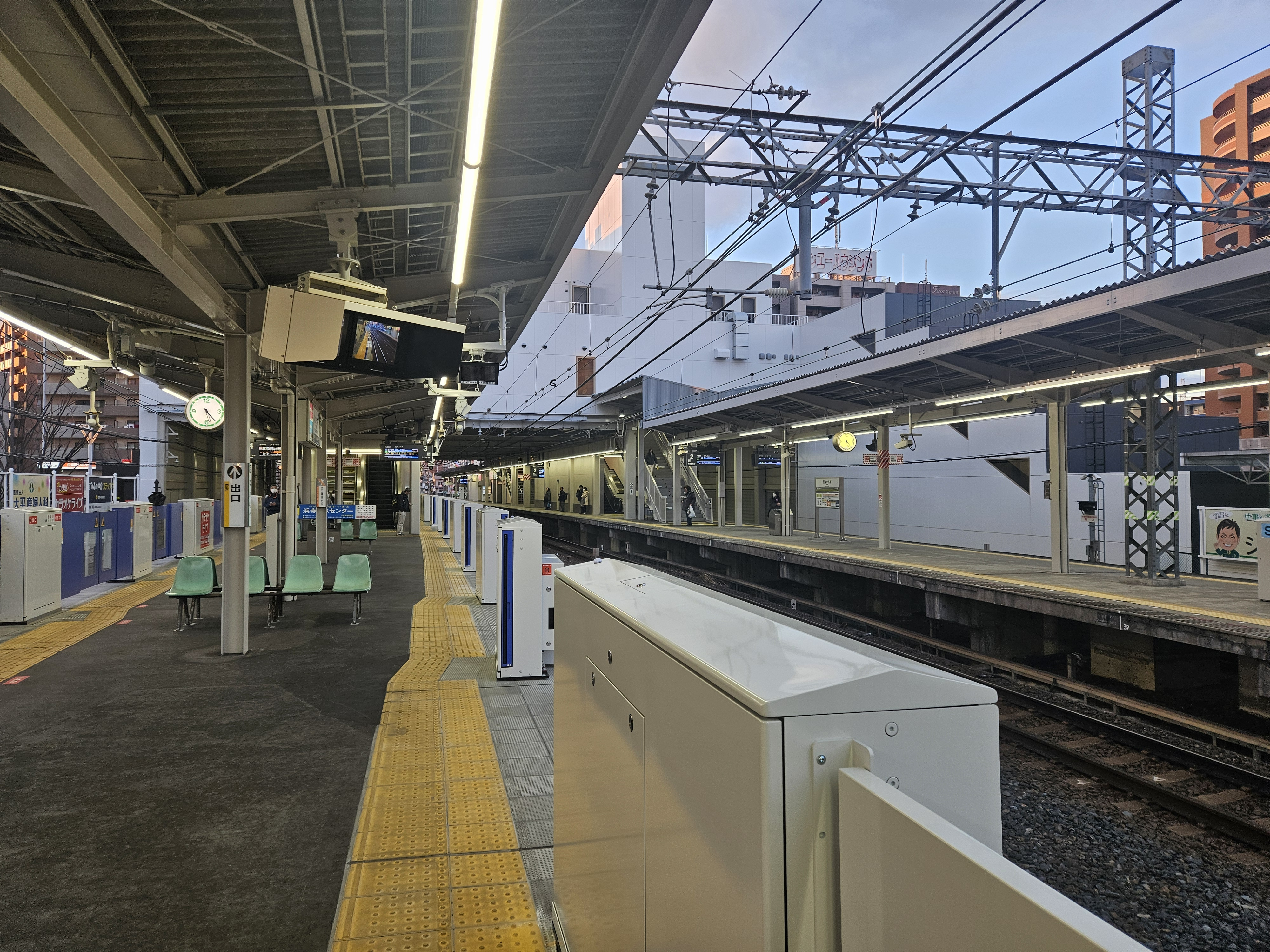
南海 プラットホーム（3・4番線ホーム柵設置後）
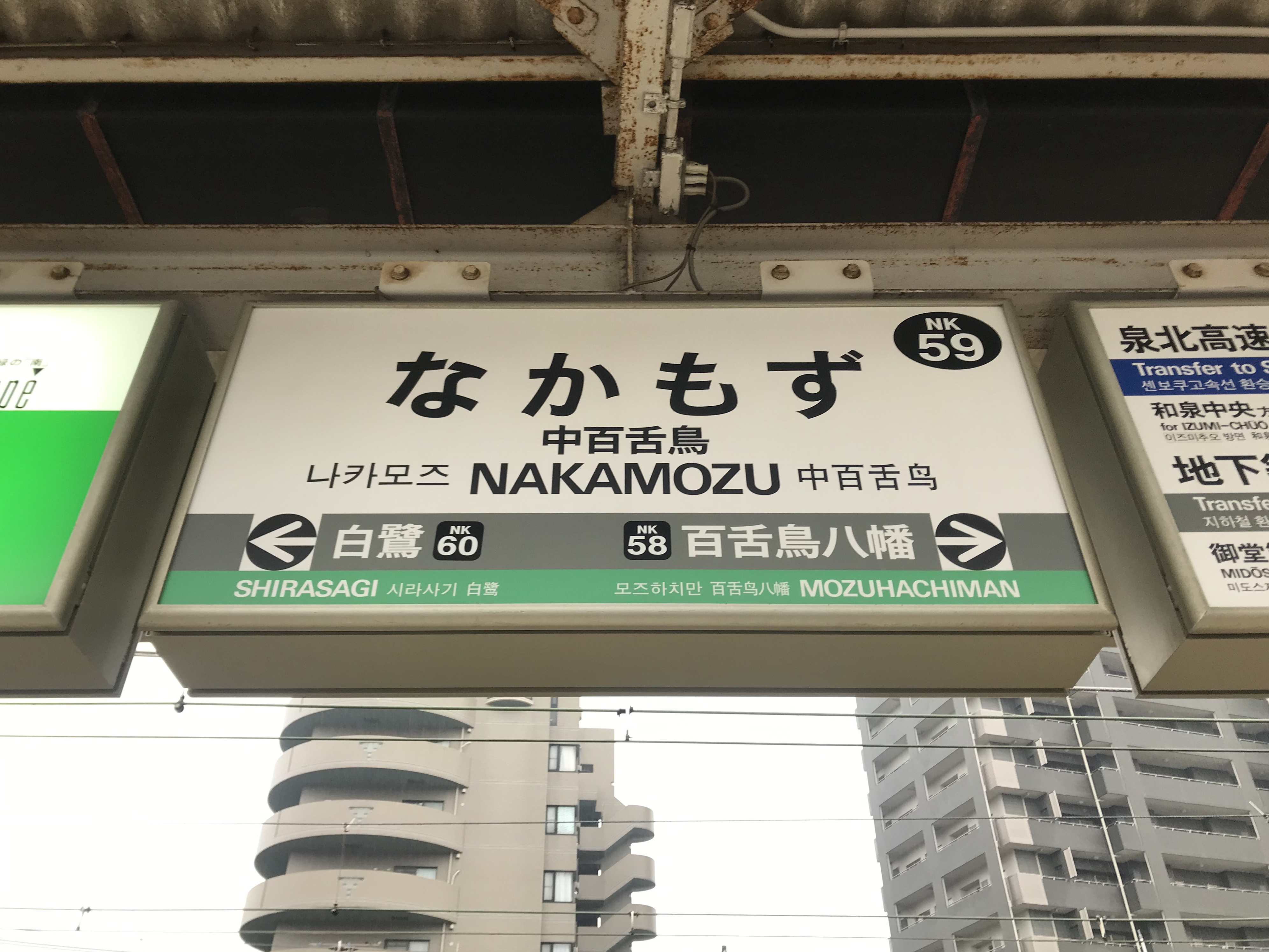
高野線　駅名標
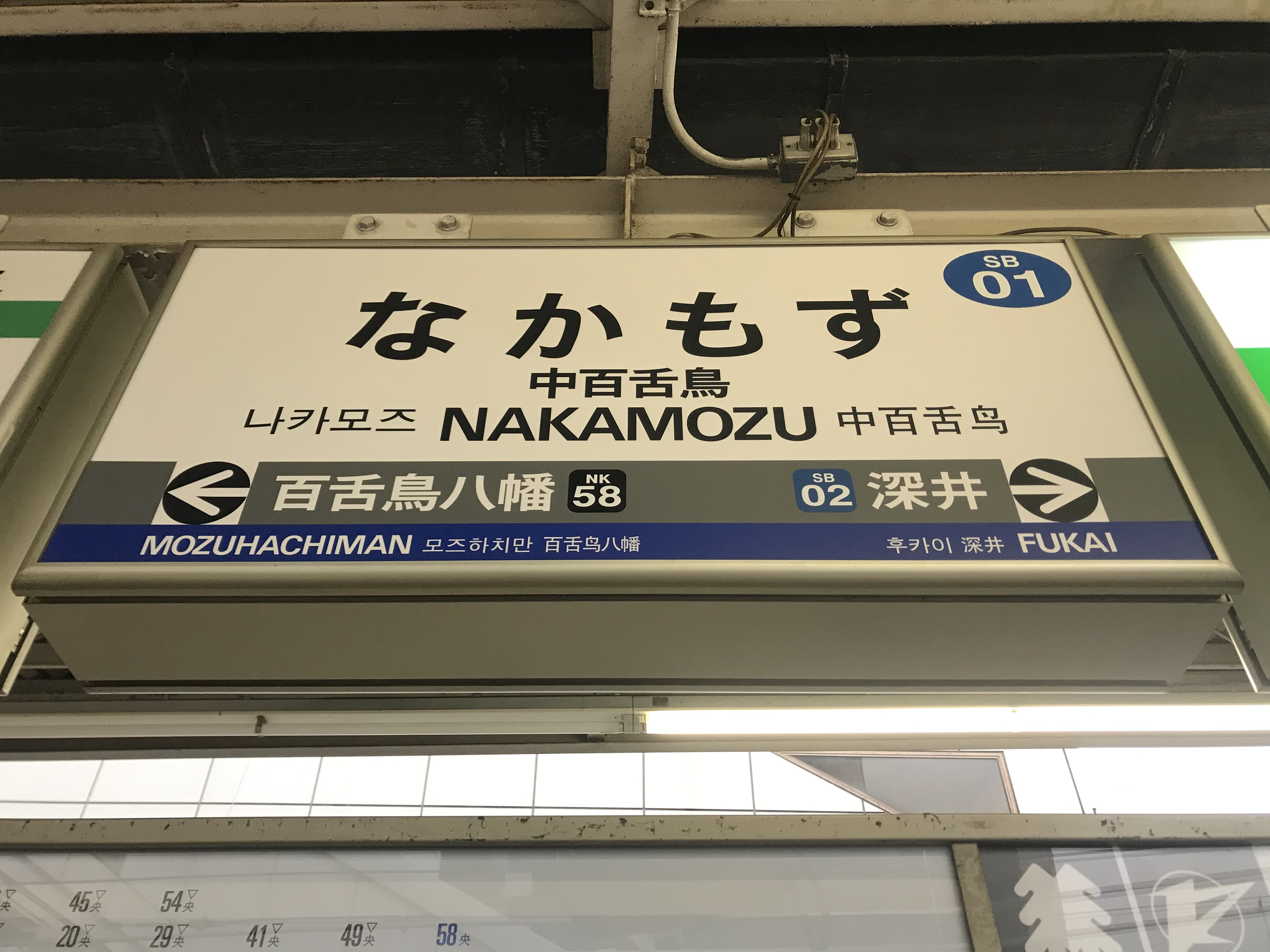
旧泉北高速鉄道線　駅名標
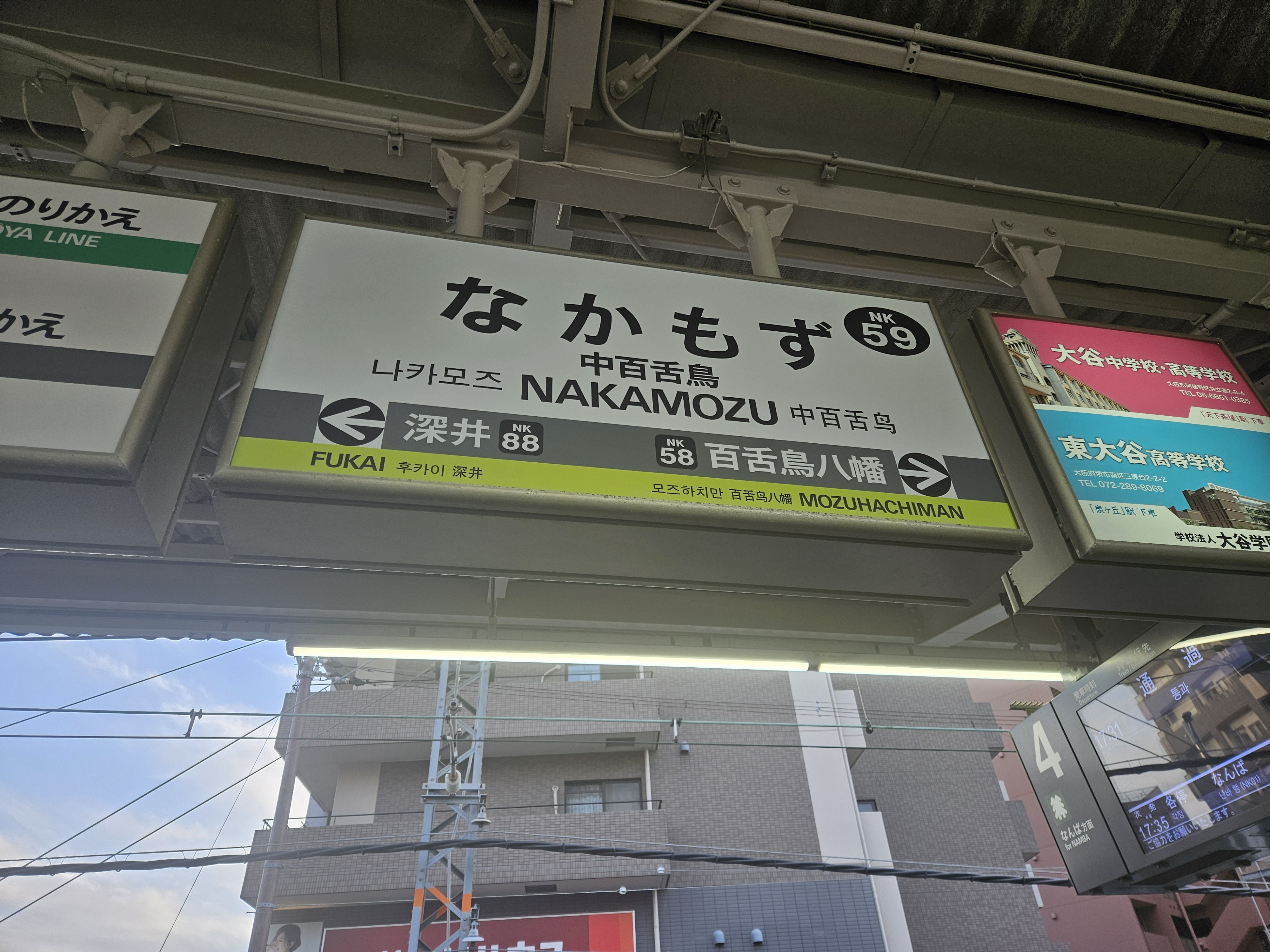
泉北線　駅名標
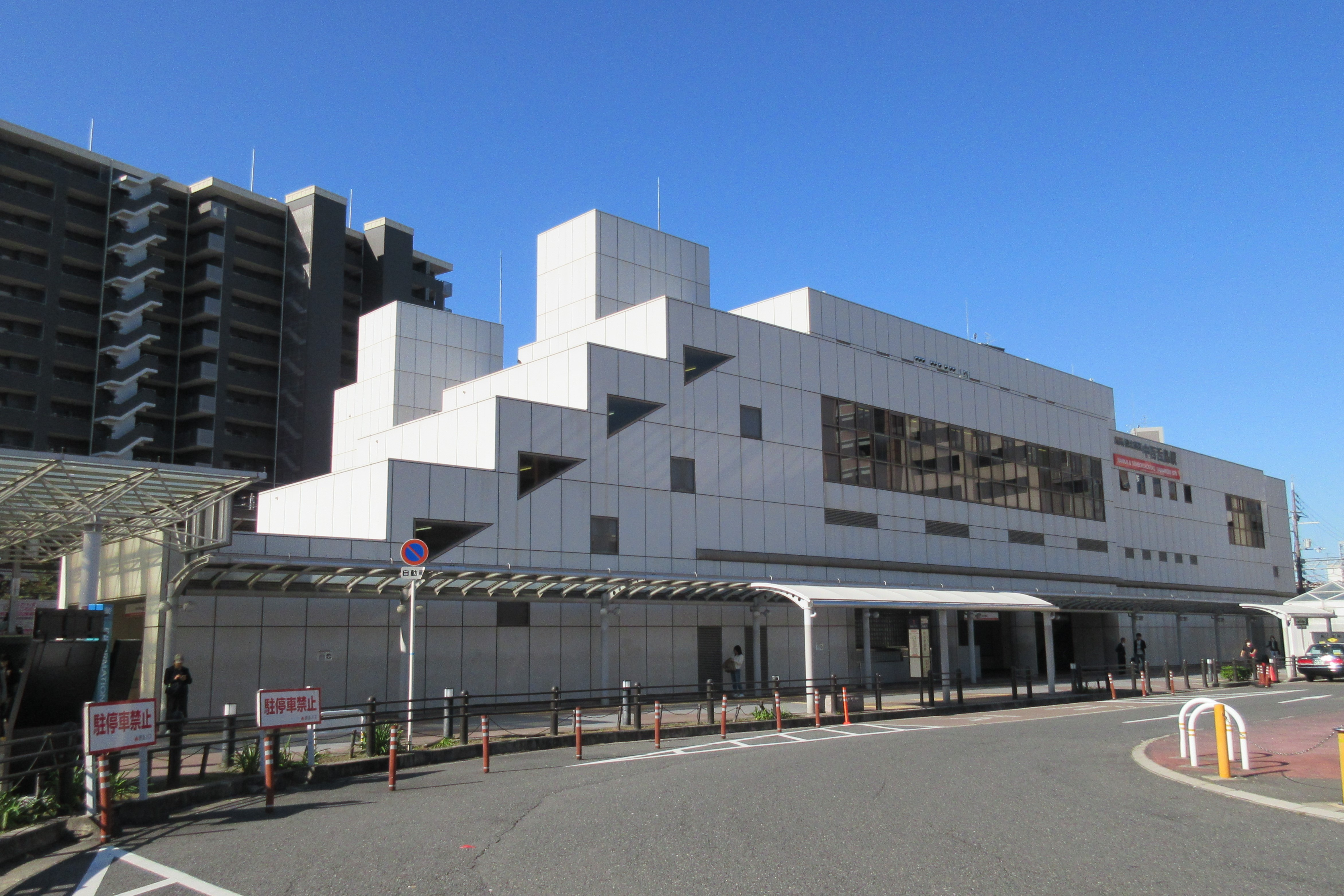
南海・泉北　共同使用駅時代の駅舎（リニューアル前、2019年11月）
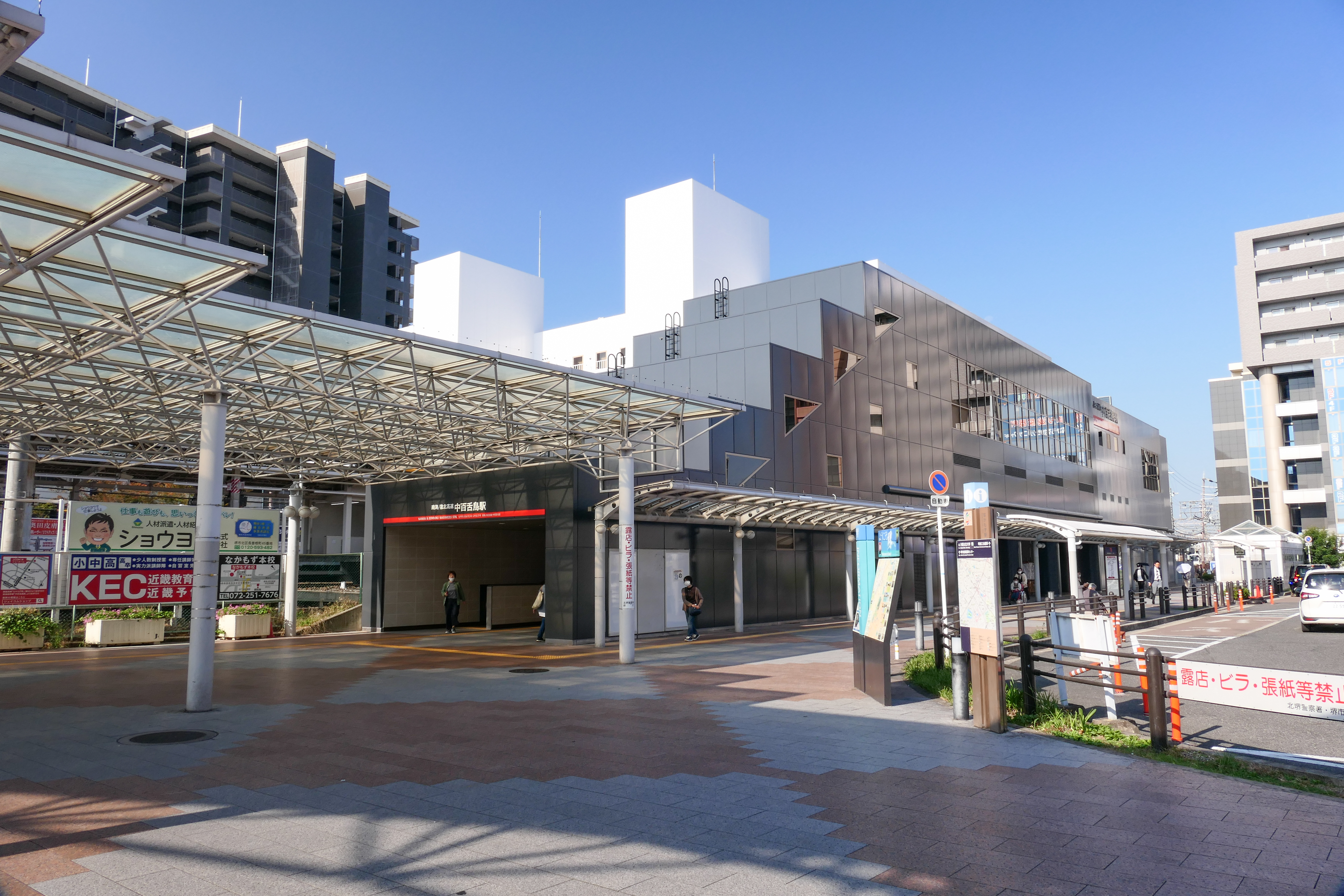
南海・旧泉北　共同使用駅時代の駅舎（リニューアル後）

| ← 高野線 なんば方面                                          | 中百舌鳥駅配線図 | → 高野線・※泉北線 極楽橋方面・※和泉中央方面 |
| 凡例 出典:鉄道ピクトリアル 2008年8月臨時増刊「南海電気鉄道」 |                  |                                             |

### 大阪市高速電気軌道 (Osaka Metro)
島式ホーム1面2線の地下駅。改札口は1か所のみ。Osaka Metro最南端の駅であると同時に、本州最南端の地下鉄駅でもある。Osaka Metro御堂筋線の終着駅。
昇降設備は、ホームから改札へは上りエスカレーターとエレベーターがあり、改札から地上へは8番出入口に上り、下りエスカレーターとエレベーターがある。トイレは改札内にあり、オストメイトに対応した多機能トイレがある。
当駅は、天王寺管区駅に所属しており、天王寺副管区駅長が管理している。

### のりば
| 番線 | 路線     | 行先                                       |
| ---- | -------- | ------------------------------------------ |
| 1・2 | 御堂筋線 | 天王寺・なんば・梅田・新大阪・箕面萱野方面 |

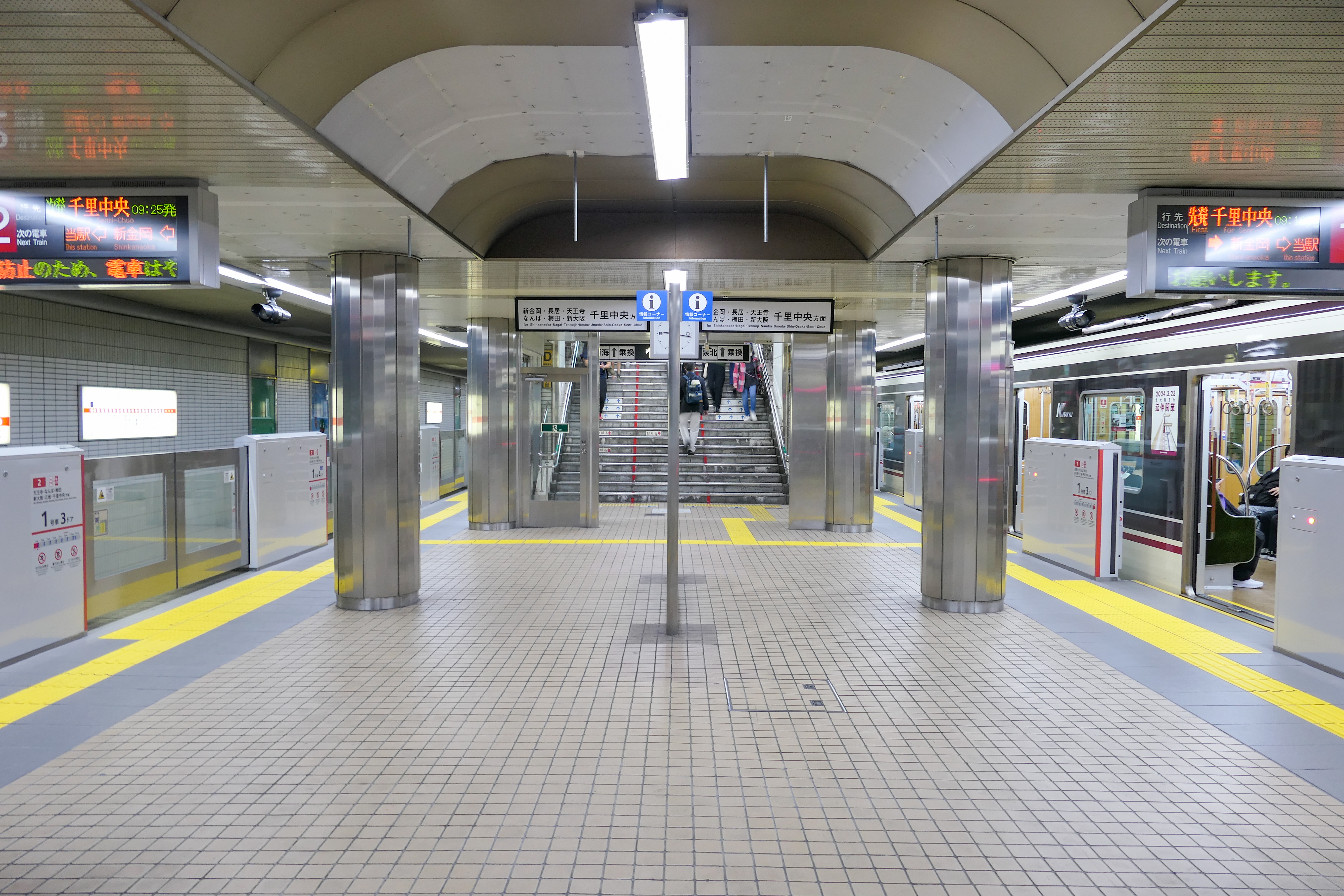
Osaka Metro プラットホーム
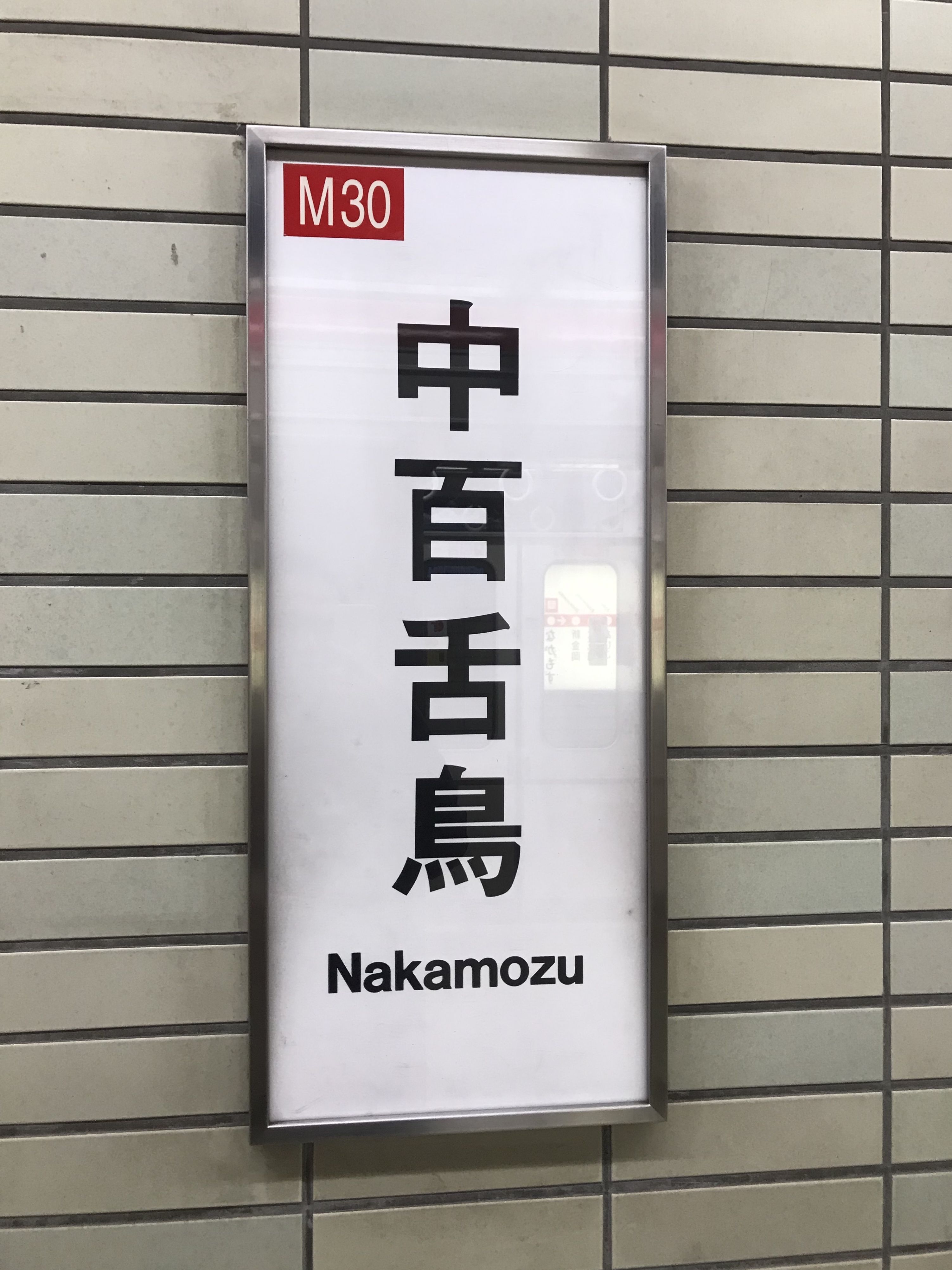
漢字バージョンの駅名標

| 出口番号 | 出口周辺 | 備考                                     |
| -------- | --- | ---------------------------------------- |
| 1        | | 2025年6月末まで 22時～6時閉鎖 (日祝除く) |
| 2        | (財)堺市産業振興センター・堺商工会議所 街角の年金相談センターなかもず 大阪市高速電気軌道株式会社中百舌鳥検車場 大阪市高速電気軌道株式会社教習センター |                                          |
| 3        | |                                          |
| 4        | 大阪府立大学 |                                          |
| 5        | |                                          |
| 6        | |                                          |
| 7        | 南海電車・泉北高速鉄道 |                                          |
| 8        | 自転車駐車場連絡口 | エレベーターあり                         |

## 利用状況
南海高野線
2023年（令和5年）度の1日平均乗降人員は22,439人である。
各年度・年次の1日平均利用状況（南海泉北線との連絡利用客除く）は下表の通り。
| 年度/年次          | 年度別   | 年度別 | 年度別 | 年次別   | 年次別   | 年次別   | 出典       | 出典          |
| 年度/年次          | 乗降人員 | 増減率 | 順位   | 乗車人員 | 降車人員 | 乗降人員 | 南海       | 大阪府        |
| ------------------ | -------- | ------ | ------ | -------- | -------- | -------- | ---------- | ------------- |
| 1990年（平成02年） |          |        |        | 8,576    | 8,436    | 17,012   |            | [ 大阪府 1 ]  |
| 1991年（平成03年） |          |        |        | 8,936    | 8,642    | 17,578   |            | [ 大阪府 2 ]  |
| 1992年（平成04年） |          |        |        | 8,882    | 8,522    | 17,404   |            | [ 大阪府 3 ]  |
| 1993年（平成05年） |          |        |        | 8,832    | 8,501    | 17,333   |            | [ 大阪府 4 ]  |
| 1994年（平成06年） |          |        |        | 8,596    | 8,250    | 16,846   |            | [ 大阪府 5 ]  |
| 1995年（平成07年） |          |        |        | 9,104    | 8,467    | 17,571   |            | [ 大阪府 6 ]  |
| 1996年（平成08年） |          |        |        | 9,356    | 8,405    | 17,761   |            | [ 大阪府 7 ]  |
| 1997年（平成09年） |          |        |        | 8,883    | 8,092    | 16,975   |            | [ 大阪府 8 ]  |
| 1998年（平成10年） |          |        |        | 8,481    | 7,829    | 16,310   |            | [ 大阪府 9 ]  |
| 1999年（平成11年） |          |        |        | 7,962    | 7,492    | 15,454   |            | [ 大阪府 10 ] |
| 2000年（平成12年） |          |        |        | 7,895    | 7,396    | 15,291   |            | [ 大阪府 11 ] |
| 2001年（平成13年） |          |        |        | 7,874    | 7,340    | 15,214   |            | [ 大阪府 12 ] |
| 2002年（平成14年） |          |        |        | 7,981    | 7,421    | 15,402   |            | [ 大阪府 13 ] |
| 2003年（平成15年） |          |        |        | 8,116    | 7,492    | 15,608   |            | [ 大阪府 14 ] |
| 2004年（平成16年） |          |        |        | 8,341    | 7,653    | 15,994   |            | [ 大阪府 15 ] |
| 2005年（平成17年） |          |        |        | 8,534    | 7,843    | 16,377   |            | [ 大阪府 16 ] |
| 2006年（平成18年） |          |        |        | 8,589    | 7,945    | 16,534   |            | [ 大阪府 17 ] |
| 2007年（平成19年） |          |        |        | 8,932    | 8,357    | 17,289   |            | [ 大阪府 18 ] |
| 2008年（平成20年） |          |        |        | 9,200    | 8,669    | 17,869   |            | [ 大阪府 19 ] |
| 2009年（平成21年） |          |        |        | 9,442    | 8,934    | 18,376   |            | [ 大阪府 20 ] |
| 2010年（平成22年） |          |        |        | 9,923    | 9,465    | 19,388   |            | [ 大阪府 21 ] |
| 2011年（平成23年） |          |        |        | 9,917    | 9,508    | 19,425   |            | [ 大阪府 22 ] |
| 2012年（平成24年） |          |        |        | 10,135   | 9,765    | 19,900   |            | [ 大阪府 23 ] |
| 2013年（平成25年） | 23,455   | 2.2%   | 11位   | 10,315   | 10,002   | 20,317   | [ 南海 1 ] | [ 大阪府 24 ] |
| 2014年（平成26年） | 23,179   | -1.2%  | 12位   | 10,175   | 9,981    | 20,156   | [ 南海 1 ] | [ 大阪府 25 ] |
| 2015年（平成27年） | 23,499   | 1.4%   | 13位   | 10,430   | 10,278   | 20,708   | [ 南海 1 ] | [ 大阪府 26 ] |
| 2016年（平成28年） | 23,220   | -1.2%  | 14位   | 10,339   | 10,264   | 20,603   | [ 南海 2 ] | [ 大阪府 27 ] |
| 2017年（平成29年） | 23,493   | 1.2%   | 14位   | 10,525   | 10,500   | 21,025   | [ 南海 3 ] | [ 大阪府 28 ] |
| 2018年（平成30年） | 23,877   | 1.6%   | 14位   | 10,139   | 10,420   | 20,559   | [ 南海 4 ] | [ 大阪府 29 ] |
| 2019年（令和元年） | 24,442   | 2.4%   | 13位   | 10,217   | 10,491   | 20,708   | [ 南海 5 ] | [ 大阪府 30 ] |
| 2020年（令和02年） | 19,483   | -20.3% | 11位   | 7,890    | 8,126    | 16,016   | [ 南海 6 ] | [ 大阪府 31 ] |
| 2021年（令和03年） | 19,754   | 1.4%   | 12位   | 8,067    | 8,306    | 16,373   | [ 南海 7 ] | [ 大阪府 32 ] |
| 2022年（令和04年） | 21,343   | 8.0％  | 12位   | 8,763    | 9,066    | 17,829   | [ 南海 8 ] | [ 大阪府 33 ] |
| 2023年（令和05年） | 22,439   | 5.1％  | 12位   | 9,232    | 9,446    | 18,678   | [ 南海 9 ] | [ 大阪府 34 ] |

大阪市高速電気軌道
2024年11月12日の乗降人員は69,075人（乗車人員：35,305人、降車人員：33,770人）である。Osaka Metroの駅全体では107駅中17位、御堂筋線の駅（江坂駅-なかもず駅間）では梅田駅、なんば駅、天王寺駅、本町駅、淀屋橋駅、心斎橋駅（四ツ橋駅と合算）、新大阪駅、江坂駅に次いで20駅中9位である。南海電気鉄道と泉北高速鉄道の連絡運賃値下げの影響で、2016年度以降乗降人員が減少している。
各年度の特定日利用状況は下表の通り。なお1995年度の記録については1996年に行われた調査であるが、会計年度上表中に記載の年度となる。
| 年度               | 調査日   | 乗車人員 | 降車人員 | 乗降人員 | 出典          | 出典          |
| 年度               | 調査日   | 乗車人員 | 降車人員 | 乗降人員 | メトロ        | 大阪府        |
| ------------------ | -------- | -------- | -------- | -------- | ------------- | ------------- |
| 1987年（昭和62年） | 11月10日 | 25,626   | 25,246   | 50,872   |               | [ 大阪府 35 ] |
| 1990年（平成02年） | 11月06日 | 29,738   | 29,722   | 59,460   |               | [ 大阪府 1 ]  |
| 1995年（平成07年） | 02月15日 | 10,095   | 9,630    | 19,725   |               | [ 大阪府 6 ]  |
| 1998年（平成10年） | 11月10日 | 35,379   | 33,862   | 69,241   |               | [ 大阪府 9 ]  |
| 2007年（平成19年） | 11月13日 | 40,520   | 39,160   | 79,680   |               | [ 大阪府 18 ] |
| 2008年（平成20年） | 11月11日 | 40,452   | 39,088   | 79,540   |               | [ 大阪府 19 ] |
| 2009年（平成21年） | 11月10日 | 39,880   | 38,719   | 78,599   |               | [ 大阪府 20 ] |
| 2010年（平成22年） | 11月09日 | 39,616   | 38,282   | 77,898   |               | [ 大阪府 21 ] |
| 2011年（平成23年） | 11月08日 | 41,345   | 39,783   | 81,128   |               | [ 大阪府 22 ] |
| 2012年（平成24年） | 11月13日 | 39,931   | 38,668   | 78,599   |               | [ 大阪府 23 ] |
| 2013年（平成25年） | 11月19日 | 40,250   | 39,074   | 79,324   | [ メトロ 1 ]  | [ 大阪府 24 ] |
| 2014年（平成26年） | 11月11日 | 41,272   | 39,651   | 79,923   | [ メトロ 2 ]  | [ 大阪府 25 ] |
| 2015年（平成27年） | 11月17日 | 40,976   | 38,714   | 79,690   | [ メトロ 3 ]  | [ 大阪府 26 ] |
| 2016年（平成28年） | 11月08日 | 37,686   | 36,712   | 74,398   | [ メトロ 4 ]  | [ 大阪府 27 ] |
| 2017年（平成29年） | 11月14日 | 37,554   | 36,487   | 74,041   | [ メトロ 5 ]  | [ 大阪府 28 ] |
| 2018年（平成30年） | 11月13日 | 38,446   | 37,117   | 75,563   | [ メトロ 6 ]  | [ 大阪府 29 ] |
| 2019年（令和元年） | 11月12日 | 38,846   | 37,305   | 76,151   | [ メトロ 7 ]  | [ 大阪府 30 ] |
| 2020年（令和02年） | 11月10日 | 32,021   | 31,089   | 63,110   | [ メトロ 8 ]  | [ 大阪府 31 ] |
| 2021年（令和03年） | 11月16日 | 32,701   | 31,715   | 64,416   | [ メトロ 9 ]  | [ 大阪府 32 ] |
| 2022年（令和04年） | 11月15日 | 32,444   | 31,408   | 63,852   | [ メトロ 10 ] | [ 大阪府 33 ] |
| 2023年（令和05年） | 11月07日 | 35,085   | 33,944   | 69,029   | [ メトロ 11 ] | [ 大阪府 34 ] |
| 2024年（令和06年） | 11月12日 | 35,305   | 33,770   | 69,075   | [ メトロ 12 ] |               |

南海泉北線
2023年（令和5年）度の1日平均乗降人員は32,636人である。
なお、2023年（令和5年）度の高野線と泉北線の連絡利用客は61,742人となっており、上記乗降人員には含まない。

## 駅周辺

### 公共機関
- 堺商工会議所
  - 日本政策金融公庫堺支店
  - 堺商工会議所労働保険事務組合
- 堺市産業振興センター
- 大阪市高速電気軌道中百舌鳥検車場[注 2]

### 国際機関
- 在堺チェコ共和国名誉領事館

### 教育機関
- 大阪公立大学中百舌鳥キャンパス
- 小出美容専門学校

### 商業施設
- エディオン なかもず店
  - ライフ なかもず店
- デイリーカナート 中百舌鳥店
- サンプラザ パスト中百舌鳥店
- 業務スーパー なかもず店
- サンディ 堺長曽根店
- コーナン 中もず店
  - ダイエーグルメシティ
  - エグザス
  - ABC-MART
  - マックハウス
- 古本市場 なかもず店
- ダイコクドラッグ なかもず駅前店
- ウエルシア なかもず店

### その他
- 定の山古墳

## バス路線
南海の駅の南北に南海バスが発着。停留所名は「中もず駅前」。
| のりば | のりば | 担当 | 路線名                   | 系統・行先                        | 備考                                   |
| ------ | ------ | ---- | ------------------------ | --------------------------------- | -------------------------------------- |
| 北側   | 1      | 東山 | 中もず・平尾線           | 153・161系統：平尾方面            |                                        |
| 北側   | 1      | 東山 | 中もず・平尾線           | 153C系統：平尾                    | 夜間のみの運行                         |
| 北側   | 1      | 東山 | 中もず・平尾線           | 153V系統：平尾・美原区役所前方面  | 平日夜3本のみ運行                      |
| 北側   | 1      | 堺   | 急行美原線               | 65系統：美原区役所前              | 夕ラッシュ前まで運行。初芝駅前のみ停車 |
| 北側   | 1      | 堺   | 初芝線                   | 33系統：初芝駅前                  | 本数わずか                             |
| 北側   | 2      | 堺   | 初芝線                   | 33系統：堺駅南口                  | 本数わずか                             |
| 南側   | 3      | 東山 | 堺市立総合医療センター線 | 111系統：堺市立総合医療センター前 |                                        |
| 南側   | 3      | 東山 | 堺東・泉ヶ丘線           | 151系統：伏尾                     | 朝夕運行。深井駅は経由しない           |
| 南側   | 3      | 東山 | 堺東・泉ヶ丘線           | 151V系統：伏尾                    | 日中運行、本数わずか。深井駅経由       |
| 南側   | 3      | 東山 | 堺東・泉ヶ丘線           | 152V系統：中老人福祉センター      | 1日4本のみ運行                         |
| 南側   | 3      | 東山 | 北野田線                 | 131・132系統：堺駅南口            |                                        |
| 南側   | 4      | 東山 | 北野田線                 | 131系統：北野田駅前               | 西小学校前経由                         |
| 南側   | 4      | 東山 | 北野田線                 | 132系統：北野田駅前               | 福町経由                               |
| 南側   | 4      | 東山 | 北野田線                 | 132C系統：下出口                  | 平日の最終便のみ運行                   |

## その他
- 1917年（大正6年）当時は全国的にも珍しい女性駅長（松井花子、当時20歳）が勤務していた[16]。
- 1971年（昭和46年）12月の都市交通審議会答申第13号において、堺筋線を当駅まで延伸するよう示されていた。この計画は、後に堺市が御堂筋線の延伸を要望したことや、長編成化（当時8両編成、中百舌鳥延伸開業とともに9両編成化、後に10両編成化）に対応できる新たな車両基地を必要としていたことから、御堂筋線を延伸するように変更された。

## 隣の駅
南海電気鉄道

 高野線
■快速急行・■急行・■区間急行
通過
■準急行・■各駅停車
百舌鳥八幡駅 (NK58) - 中百舌鳥駅 (NK59) - 白鷺駅 (NK60)
 泉北線
■区間急行
通過
■準急行
百舌鳥八幡駅（高野線）(NK58) - 中百舌鳥駅 (NK59) - 深井駅 (NK88)
■各駅停車
中百舌鳥駅 (NK59) - 深井駅 (NK88)
Osaka Metro
 御堂筋線
新金岡駅 (M29) - なかもず駅 (M30)
- ( ) 内は駅番号を示す。